# Halimolobos perplexa
Halimolobos perplexus là một loài thực vật có hoa trong họ Cải. Loài này được (L.F. Hend.) Rollins mô tả khoa học đầu tiên năm 1943.